# Altenberg (Saxe)
Pour les articles homonymes, voir Altenberg.
Altenberg (prononcé en allemand : [ˈaltənbɛɐ̯k] ) est une ville de Saxe (Allemagne), située dans l'arrondissement de Suisse-Saxonne-Monts-Métallifères-de-l'Est, dans le district de Dresde, située dans le Saxe historique. Il s'agit également d'une station de sports d'hiver dans les monts Métallifères, proche de la frontière tchèque. Sa population est d'environ 8 300 habitants, mais augmente considérablement la saison hivernale.

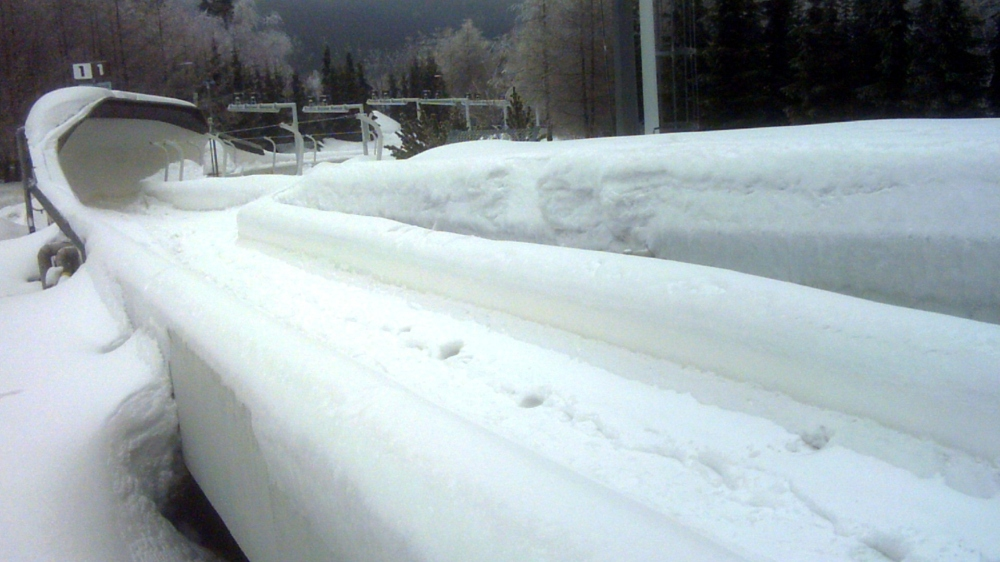
Photo de la piste de luge d'Altenberg

Elle accueille régulièrement des épreuves officielles de luge, bobsleigh et skeleton grâce à sa piste artificielle. En effet elle accueillit les championnats du monde de bobsleigh en 1991 et 2000, ceux du skeleton en 1994 et 1999 et ceux de la luge en 1996.

## Quartiers
| - Hirschsprung - Rehefeld-Zaunhaus - Zinnwald-Georgenfeld - Kipsdorf - Bärenburg avec Ober- et Waldbärenburg - Schellerhau - Bärenfels - Falkenhain - Waldidylle - Bärenstein | - Geising - Löwenhain - Fürstenau - Gottgetreu - Müglitz - Fürstenwalde - Rudolphsdorf - Kratzhammer - Liebenau - Lauenstein |

## Jumelages
- Košťany (Tchéquie)
- Sulz am Neckar (Allemagne)

## Personnalités liées à la ville
- Eberhard Ier de Berg-Altena (1140-1180), comte mort à Altenberg.
- Christian Gerhard Leopold (1846-1911), gynécologue mort à Altenberg.
- Oskar Ernst Bernhardt (1875-1941), écrivain mort à Kipsdorf.
- Josef Kaiser (1910-1991), architecte mort à Altenberg.
- Klaus Siebert (1955-2016), biathlète mort à Altenberg.